# Rubidiumchloride
Rubidiumchloride (RbCl) is het rubidiumzout van waterstofchloride. De stof komt voor als een wit hygroscopisch kristallijn poeder, dat goed oplosbaar is in water.

## Synthese
Rubidiumchloride kan worden gesynthetiseerd door reactie van rubidiumhydroxide met waterstofchloride:
{\displaystyle \mathrm {RbOH\ +\ HCl\longrightarrow \ RbCl\ +\ H_{2}O} }

## Kristalstructuur
Rubidiumchloride is een kristallijne vaste stof met een kubisch kristalstelsel. Het behoort tot ruimtegroep Fm3m. De zijden van de eenheidscel zijn elk 658,1 pm lang.

## Toepassingen
Rubidiumchloride wordt gebruikt als katalysator. Verder wordt het in Europa onder de naam Rubinorm gebruikt als antidepressivum. Het verhoogt het dopamine- en het noradrenaline-niveau en heeft een stimulerende werking.
Rubidiumchloride is een zeer goede bio-merker. Doordat het goed oplosbaar is in water kan het snel worden opgenomen in de cellen van een organisme. Eenmaal het is de cellen aanwezig is, neemt het de plaats van K+ in, omdat ze tot dezelfde chemische groep behoren (de alkalimetalen). Als radioactief rubidium wordt geïncorporeerd, kan dit gevolgd worden via een geigerteller.